# 23 Skidoo
23 Skidoo è un gruppo musicale britannico, attivo dalla fine degli anni '70.
Il loro stile mischia industrial, musica etnica, post punk e alternative dance. A partire dal loro album Urban Gamelan (1984), il gruppo ha preso le distanze dall'industrial per avvicinarsi a un sound più ritmico ispirato alla musica dei gamelan. Gli artisti di riferimento del gruppo sono Fela Kuti, Brian Eno, The Pop Group e i Parliament.

## Storia
Fondati nel 1979 da Fritz Catlin, Johnny Turnbull, Sam Millsa, a cui si aggiungeranno più tardi Alex Turnbull (fratello di Johnny) e Tom Heslop, pubblicano il primo vinile da sette pollici Ethics nel 1980, a cui seguono The Gospel Comes to New Guinea e Last Words, quest'ultimo un vinile da dodici pollici prodotto da Richard Kirk, Stephen Mallinder e Chris Watson dei Cabaret Voltaire. Il 16 settembre 1981 John Peel esegue una delle sue Peel Session adottando la loro musica mentre, nel 1982, esce il primo album Seven Songs, prodotto da Genesis P-Orridge, Peter Christopherson e dall'ingegnere del suono Ken Thomas. Il seguente The Culling is Coming (1983), giudicato dalla critica "troppo astratto", contiene alcune registrazioni dal vivo. Il 1984 vede l'ingresso di Peter Martin, ex membro dei Linx e l'uscita dell'apprezzato Urban Gamelan. Nel 1990, i fratelli Turnbull fondano l'etichetta discografica Ronin Records, che pubblicherà musica di artisti quali Roots Manuva e Mud Family. Nel 2000 esce un LP omonimo, includente collaborazioni con Pharoah Sanders e Roots Manuva. Nel 2012 Alex Turnbull co-dirige Beyond Time: un documentario narrato da Jude Law e dedicato al padre artista William Turnbull. Nel 2015 esce l'album Beyond Time.

## Discografia

### Album
- 1982 - Seven Songs
- 1983 - The Culling Is Coming
- 1984 - Urban Gamelan
- 2000 - 23 Skidoo
- 2015 - Beyond Time

### Singoli
- 1980 - Ethics
- 1981 - Last Words
- 1982 - The Gospel Comes to New Guinea
- 1982 - Tearing Up the Plans
- 1984 - Coup
- 1984 - Language
- 1986 - 23 Skidoo vs. The Assassins with Soul
- 1986 - 400 Blows / 23 Skidoo Assemblage
- 1988 - Sulphuric Beats
- 2000 - Ayu
- 2000 - Dawning
- 2001 - The Gospel Comes to New Guinea / Coup

### Antologie
- 1987 - Just Like Everybody
- 2002 - Just Like Everybody Part Two

### Album video
- 1984 - Seven Songs / Tranquiliser I & II